# 武田信繁 (室町时代)
武田信繁（1430年—1465年11月28）是日本室町时代的一名武将。安艺分郡、佐东郡、安南郡、山县郡守护。安艺武田氏第四代家督，第二代家督武田信在之子、第三代家督武田信守之弟。武田信荣、武田信贤、武田国信、武田元纲之父。曾任从五位伊豆守、陆奥守、大膳大夫、后来达到从四位下。